# Oncorhynchus masou

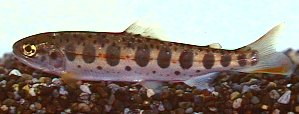
Giovane esemplare ancora in acqua dolce

Oncorhynchus masou (Brevoort, 1856) conosciuto comunemente come salmone giapponese, è una specie di pesce osseo marino e d'acqua dolce appartenente alla famiglia Salmonidae.

## Distribuzione e habitat
Questa specie è endemica dell'Oceano Pacifico nordoccidentale, si incontra nel mar di Ochotsk e nel mar del Giappone. Risale i fiumi del Giappone settentrionale e della Corea orientale.
Alcune forme di questa specie (soprattutto le più meridionali) sono stabilmente residenti nelle acque dolci montane ed hanno un ciclo vitale simile a quello delle trote di torrente mentre altre sono anadrome come il salmone atlantico.

## Descrizione
L'aspetto generale di questa specie non è diverso da quello degli altri Oncorhynchus diffusi sulle coste americane.

La colorazione degli esemplari non ancora discesi in mare o che compiono il loro intero ciclo in acqua dolce è notevole per la presenza di 7-10 macchie brune ovali allungate sui fianchi, simili alle macchie parr dei giovani salmoni atlantici o delle trote sarde ma molto più incise e definite. Spesso la linea laterale è accompagnata da una linea rossa o da punti rossi sparsi. In mare gli esemplari hanno una livrea azzurra o grigio acciaio simile a quella dei congeneri. Quando inizia la riproduzione invece la livrea diventa sgargiante: nera o bruno scura su dorso e ventre con fianchi percorsi da bande trasversali rosso cremisi che si fondono in una fascia rossa irregolare a metà altezza del corpo.
Misura fino a circa 80 cm per 10 kg di peso.

## Alimentazione
In mare si ciba soprattutto di crostacei planctonici e di pesciolini. In acqua dolce cattura soprattutto insetti e secondariamente crostacei e pesci.

## Riproduzione
Le uova sono deposte in una buca sul fondo e abbandonate dai genitori. Le forme dulciacquicole si riproducono in inverno, più volte nella vita, come le trote di torrente mentre le forme migratrici si riproducono una sola volta nella vita, dopo la quale i riproduttori muoiono come avviene per la generalità degli Oncorhynchus anadromi. Al contrario che nei congeneri, nei quali la mortalità è totale, alcuni esemplari sopravvivono, in genere maschi, ed in tal caso restano in acqua dolce fino alla stagione successiva, quando possono riprodursi nuovamente. Il giovane per i primi tempi dopo la discesa a mare si mantiene nei pressi dell'estuario del fiume da cui proviene.

## Sottospecie
Erano riconosciute quattro sottospecie di salmone giapponese che dagli anni duemila sono però considerate non più valide:
- Oncorhynchus masou formosanum
- Oncorhynchus masou ishikawae
- Oncorhynchus masou macrostomus
- Oncorhynchus masou masou

### Oncorhynchus masou formosanus

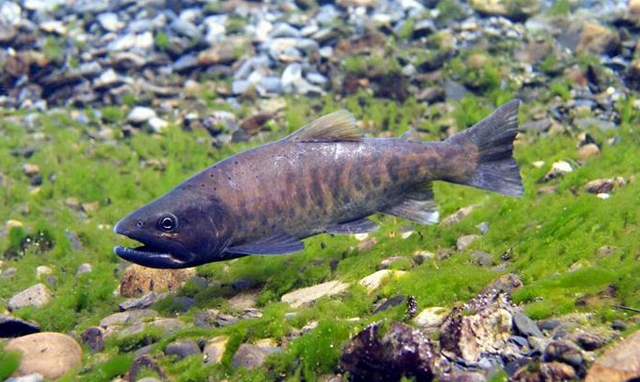
Oncorhynchus masou formosanum

Questa sottospecie, da alcuni autori classificata come specie valida e da altri considerata sinonimo della sottospecie nominale, vive esclusivamente nelle fredde acque dolci montane dell'isola di Taiwan ed è in serio pericolo di estinzione

## Pesca
Questa specie ha importanza per la pesca commerciale e soprattutto per l'acquacoltura delle regioni dove vive. È una preda molto ambita anche per i pescatori sportivi. Le carni sono simili a quelle di tutti i salmoni, ottime.